# Corps-de-logi

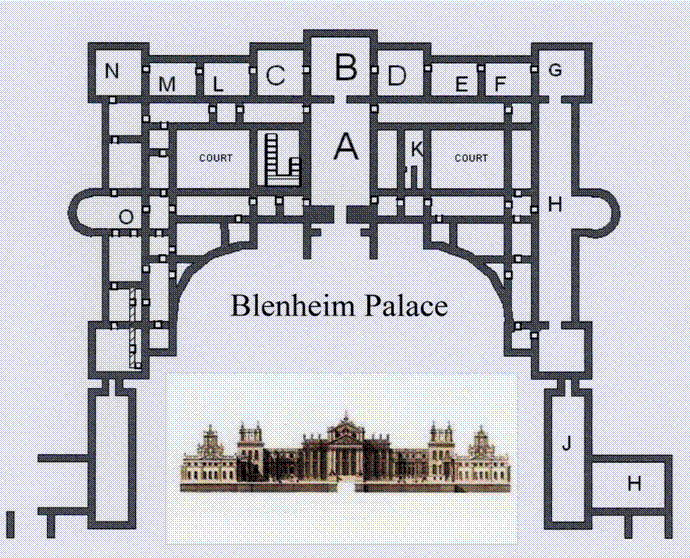
Skiss över corps-de-logiet till Blenheimpalatset.

Corps-de-logi (uttal på svenska ungefär kårdelåʃi), av franska corps de logis med samma betydelse, av latin corpus ’kropp’, är en bostadsbyggnad, ofta huvudbyggnaden eller mangårdsbyggnaden på en större gård eller ett slott.